# 山陽県
山陽県（さんよう-けん）は中華人民共和国陝西省商洛市に位置する県。

## 行政区画
- 街道:城関街道、十里鋪街道
- 鎮:高壩店鎮、天竺山鎮、中村鎮、銀花鎮、西照川鎮、漫川関鎮、南寛坪鎮、戸家塬鎮、楊地鎮、小河口鎮、色河鋪鎮、板岩鎮、延坪鎮、両嶺鎮、王閻鎮、法官鎮